# Displasia cervical
A displasia cervical  também conhecida como neoplasia intraepitelial cervical (NIC), é o crescimento anormal de células na superfície do colo do útero. Embora não seja um câncer, existe o risco de que, com o tempo, possa se transformar em câncer cervical. Ela não causa sintomas.
Geralmente ocorre devido a certos tipos de infecção pelo papilomavírus humano (HPV). Embora a maioria das infecções por HPV se resolvam sem causar problemas, aquelas que persistem representam um risco maior. O teste de Papanicolau ou colposcopia pode indicar o diagnóstico e é confirmado pela biópsia do tecido. É classificada em uma escala de 1 a 3, com NIC 1 geralmente sendo de baixo grau (LSIL) e 2 ou 3 sendo uma lesão intraepitelial escamosa de alto grau (HSIL).
Os casos de NIC 1 geralmente não requerem tratamento, pois geralmente se resolvem por conta própria. A NIC 2 pode ser controlada pela remoção das células anormais ou pela observação atenta para verificar se ela progride. A NIC 3 geralmente deve ser removido rapidamente. O método mais comum de remoção é cortar um pedaço em forma de cone; embora a terapia a laser, a crioterapia e a histerectomia sejam outras opções. A prevenção pode incluir não ter relações sexuais ou praticar sexo seguro e vacinação contra o HPV.
Recentemente, a NIC é diagnosticada  em cerca de 50.000 pessoas por ano nos Estados Unidos da América. Ocorre mais comumente por volta dos 30 anos de idade. Estima-se que as taxas diminuirão em mais de 90% com a vacinação generalizada contra o HPV. A condição foi descrita pela primeira vez em 1888; embora o fato de que elas podem se transformar em câncer só tenha sido determinado no final dos anos 1900.